# スラーノ
スラーノ（イタリア語: Surano）は、イタリア共和国プッリャ州レッチェ県にある、人口約1,600人の基礎自治体（コムーネ）。

## 地理

### 位置・広がり

#### 隣接コムーネ
隣接するコムーネは以下の通り。
- アンドラーノ
- モンテサーノ・サレンティーノ
- ノチーリア
- ポッジャルド
- スポンガーノ